# 世界の艦船
『世界の艦船』（せかいのかんせん、英: SHIPS OF THE WORLD）は、海人社の刊行する艦船総合情報誌。1957年8月10日、創刊。月刊のほかに、別冊、増刊、CD-ROM版が存在する。同誌を元にした食玩の名称でもある。

## 雑誌：世界の艦船

### 概要
戦後組としては日本で最も歴史の古い軍事系雑誌の一つで、培った歴史に恥じないデータの緻密さ、各国海軍とのコネクションなどの他誌には真似できない強みを発揮している。初期は旧海軍の関係者が多く執筆していた。現在も現役海上自衛官や外国の戦史研究家などが寄稿しており、執筆陣の層は厚い。
記事内容は「艦」（軍艦）が主で、「船」（民間船）がやや従である。多くの号が現役艦を中心に主として近代艦艇を扱っており、コーナーごとに戦前の艦船や現代の民間船、各種特集が組まれている。カラーページと白黒ページがあるが、比較的図版の多いビジュアルも重視した構成となっている。日本の艦船雑誌として、日本で新しい艦艇が起工・竣役した場合や、主要な民間船が起工・就役した場合は必ず紹介し、最新の自衛艦の動向も。この他、海上保安庁の船艇も扱われており、号によっては特集にも取り上げられている。
増刊は年1 - 3冊程度発行され、各国の艦艇を艦種別に網羅するものが多い。

### 特集主義
1971年より「特集」を開始した。複数の執筆者が一つのテーマ（巻によっては特集が2つになったり、一つの特集が複数号続くこともある）に沿って寄稿する。執筆者は艦船に詳しい軍事評論家が大半だが、艦載機や海軍の航空兵力については航空評論家が執筆することがある。
『AURA』によれば毎月特定のテーマを決めて編集部員も楽しみながら雑誌を制作した。このような方針転換は読者にも評価され、売り上げは急増して行ったと言う。『AURA』では特集主義と回答している。

### ニュース・フラッシュ
特集や写真ページの記事にとらわれず、その月に報じられた艦船の進水や就役、事故などの話題を写真つきで紹介する。内容によっては、本文記事で詳細に解説されることもある。特に、ロシア海軍や中国人民解放軍海軍の艦船が日本近海に出現した際は、この欄で紹介される（艦隊の場合は写真記事で紹介）ほか、航空機による「東京急行」もこの欄で紹介する。

### 新造船紹介
その月に日本国内で竣工した新造商船を、写真付きで紹介する。海上公試時の旋回シーンを空撮したものが多く、1ページで2～4隻の割合で掲載される。自衛隊艦船や著名な商船の場合は本コーナーではなく、冒頭にて数ページを割いて写真記事の扱いとなる。冒頭に掲載される場合、起工時や進水時の状態である場合も多い。

### ブックガイド
本誌の長寿コーナーである。1冊につき半ページほどの書評が付けられる。紹介される雑誌の範囲は海に関わりのある内容が多いが古代史からトム・クランシーのような仮想の軍事スリラーまで様々である。特徴的なのは『戦時輸送船団史』シリーズのような自費出版書についても積極的に取り上げ、購入の取次ぎ先の明記や代理業務などを行うことである。この他、海外で刊行された海事書籍についても積極的に取り上げ、同様に輸入代理に関する情報も充実している。
外国の軍事関連組織が発行する白書類の紹介などでは本コーナーに収めず「○○を読む」として単独記事化される。

### ネーバル・レビュー
1990年代以降、毎年2月号から4月号のいずれかに掲載された、前年1年間の国際情勢の概要と関連する海軍の動向、各国海軍の艦艇の動向からなる論評。長らく藤木平八郎が執筆していたが、藤木の死後、2020年から複数の執筆者による各国海軍の略史と編成を交えた増刊『ネーバル・レビュー2020 -世界の海軍力総覧-』が刊行された。

### 読者交歓室
巻末に1 – 3ページを割いて設けられる投稿欄。文章のほか、船舶の写真や自作の絵画、模型の写真も紹介されるほか、これらの展覧会や自費出版の案内も掲載される。雑誌の記事内容に関する指摘や質問の投稿には、「編集部より」として編集部の回答が付記されることがある。書籍や写真を求めたり、譲ったりする旨の投稿もあったことから、匿名による投稿は認められず、文章の投稿は投稿者の氏名と共に細かい住所が明記されていた。これらは、読者同士の交流を意図したものであったが、掲載された住所と同じ表記で中国の艦船雑誌が一方的に送り付けられるなどのトラブルがあったほか、個人情報保護の観点から、2014年からは市区町村までの表記に変更された。

## 歴史

### 創刊の経緯
雑誌を創刊したのは海人社創立者にして初代編集長（後海人社会長）、石渡幸二。石渡の軍艦、商船に対する強い興味が大きな動機となった。石渡幸二は木更津の網元の家に生まれたため幼少の頃より東京湾を行き交う艦船が忘れられず、一橋大学卒業後当初は三井銀行に就職したものの、自分が満足する趣味雑誌が当時存在していなかったため海人社を立ち上げた。創刊時の部数は4000部。初期には遅配が常態化し4月号を秋に発売したこともあるが、合併号は出さずに月刊のポリシーを守った。石渡幸二はこの件を後々も誇りに思っていた。

### 投書事件
1970年代半ばから数年間、主に読者投稿欄（読者交歓室）を舞台に論争が発生した。福井静夫の項も参照

## 評価
- 海外においても本誌の他石渡幸二当人が事情通として高い評価を受けていると言う[5]。
- 2000年代に趣味雑誌の創刊が相次いだ際にも、船の分野で鉄壁の存在となっている強敵の既存誌として本誌が挙げられ、特定の分野においては新参誌が月刊化を回避し分冊に走る理由となっているとしている[6]。
- 一方、一般の書店で見かける海関係の運輸交通雑誌が本誌以外に少なく、港湾関係では絶無である旨を嘆いている例もある[7]。
- 編集者向けの専門誌『編集会議』にて企画に役立つ専門雑誌の一つに選ばれた際には、「あまりにも専門的過ぎて手に負えない場合は、ここからその筋の専門家を拾ってくる、という使い方もできる」などと解説された[8]。

## 販売関係の状況

### 読者層と実売率
- 2000年代には5万部程度で推移している[1]。
- 主要読者は以前より50代程度の男性が中心となっており、マニアに支えられた雑誌であることは編集部でも認識されている。それも2000年代後半においても書店売りの本誌を購入する「アナログ」な層が多く、読者の愛着により成り立っている面が強く、実売率も『AURA』取材時の業界での返本率が約4割（実売率6割）である中、8割を目指していた[1] 。
- 広告収入への依存度が5割を越す専門雑誌も少なくない中、本誌は3%程度で、それらも広告代理店を通さず直接取引きの関係にある。本誌を取り上げた『AURA』でも広告効果をアピールすると実際に目に見えるレスポンスが無かった場合に瞬時に広告が引き上げられるため、却って雑誌の存続に悪影響を与える点が指摘されているが、創刊者幸二の息子である石渡長門も「広告収入に頼ろうという気持ちはまったくありません。大局に立てば広告によって報道する自由の権利が侵されることが心配される。」と回答している[4]。広告元は艦船建造に関わるメーカーの他、模型メーカー、シミュレーションゲームを制作するソフトハウスなどもある。

### 販路拡大策
- 過去半世紀に及ぶ膨大な海事ニュースの蓄積があるため、その情報資産の有効活用を検討しているが、少所帯であるためマンパワーを要する作業などには苦慮している[1]。雑誌のポリシーを曲げずに潜在的な読者層を将来に渡って確保するため、子供向けの海事関係の啓蒙活動なども企画している[9]。
- 縮小を続ける日本の出版市場以外に活路を求め、後述の食玩の他、2007年に台湾での刊行を実施した。台湾ではこの臨時増刊は単行本扱いとなっているため、重版が容易であると言う。将来的に経済成長著しい中国での月刊誌発行も目指している[9] 。

## 食玩：世界の艦船
同誌の監修で同名の食玩、第4シリーズまでは入浴剤を同包する「浴玩」、をタカラトミーが2003年12月に発売し、2007年までシリーズ化された。スケールはまちまちだが1/144と1/700が多く、おもに軍用の艦艇と深海潜水艇、漫画『青の6号』に登場した潜水艦を扱うほか、映画『ローレライ』『亡国のイージス』『男たちの大和/YAMATO』に登場した艦艇、航空機、艦載砲を扱う特別編もあった。シークレットは独自に開発した水中モーターを同封し、水上走行を可能としている。

## その他
- 石渡幸二自身も艦船写真を撮り溜めており、古希を迎えた際に家族の一年がかりの説得で、手持ちの8万枚の中から34点を選定して銀座の画廊で写真展を開いた[5]。